# Recreo (Santa Fe)
Recreo is een plaats in het Argentijnse bestuurlijke gebied  La Capital in de provincie Santa Fe. De plaats telt 12.798 inwoners.